# Ondatrinis
Els ondatrinis (Ondatrini) són una tribu de rosegadors de la família dels cricètids. La rata mesquera (Ondatra zibethicus) n'és l'únic representant vivent. Es caracteritzen per tenir les depressions postpalatines petites i, de vegades, gairebé imperceptibles. La mida de les dents molars va des de 8,5 mm en les formes extintes fins a 16 mm en el gènere Ondatra. Tot i que ha sigut introduïda a Euràsia, la rata mesquera té els seus orígens a Nord-amèrica, però el gènere extint Dolomys vivia al sud i sud-est d'Europa.